# Ai Haruna
Ai Haruna はるな 愛 () née le 21 juillet 1972, est une personnalité de la télévision et chanteuse japonaise,.
Ai Haruna est une femme trans, engagée dans les luttes pour les personnes LGBT.  Elle commence a remporter des concours de mime en primaire. C'est le même moment ou elle commence à ressentir une dysphorie de genre. Elle commence sa carrière d'idole à 15 ans. En octobre 2009, elle remporte le titre de « Miss International Queen », un concours de beauté pour les personnes trans qui s'est tenu à Pattaya, en Thaïlande, en devenant la première concurrente japonaise à remporter le titre,.
En 2021, elle participe à la cérémonie d’ouverture des jeux paralympiques de Tokyo.

## Discographie

### Singles
- « I・U・Yo・Ne » (2008)
- « Natsu Dekoboko Love » (夏 凸凹ラブ?) (2009)
- « Crazy Love » (2010)
- « Motto Ai o » (もっと愛を?) (2012)
- « Eenende » (えぇねんで?)(2016)[7]

### Collaborations
- « Momi Momi Fantastic feat. Haruna Ai » - Asia Engineer (2009)

## Publicités télévisuelles
- Fanta Momi Momi Frozen (2009)[1]